# Władysław Niewiarowski (powstaniec)
Władysław Niewiarowski hr. Ligęza (ur. 1845 w Olszynach; zm. 11 sierpnia 1912 w Krakowie) – powstaniec 1863 r, rotmistrz dragonów, prezes Towarzystwa Opieki nad Weteranami 1831 r.

## Życiorys
Syn Józefa i Pauliny z Chłudów. W 1863 roku jako 18 letni uczeń gimnazjum w Nowym Sączu wziął udział w powstaniu styczniowym. Po jego upadku wcielony jako szeregowiec do armii austriackiej. Dzięki staraniom rodziny ukończył szkołę kadetów i służył w 9 i 11 pułku dragonów. Jako rotmistrz przeniesiony w stan spoczynku. Założył w Krakowie Agencję Towarzystwa Wzajemnych Ubezpieczeń. Prezes Przytuliska weteranów z 1863 roku; szczególnie troszczył się o jego utrzymanie.
Należał do Towarzystwa Strzeleckiego; w 1898 roku został królem kurkowym.
Miał dwie córki Marię Grabowską i Jadwigę Jaworską.
Pochowany na Cmentarzu Rakowickim w Krakowie.